# Hugh Algernon Weddell
Hugh Algernon Weddell, född den 22 juni 1819 i Painswick, död den 22 juli 1877 i Poitiers, var en brittisk läkare och botaniker som specialiserade sig på Sydamerikas flora.
Auktorsnamnet Wedd. kan användas för Hugh Algernon Weddell i samband med ett vetenskapligt namn inom botaniken; se Wikipediaartiklar som länkar till auktorsnamnet.
|  | Wikispecies har information om Hugh Algernon Weddell. |